# Dorothea Tanning
Dorothea Tanning, ookwel Dorothea Ernst-Tanning (Galesburg, Illinois, 25 augustus 1910 - 31 januari 2012, New York) was een Amerikaanse schilder, graficus, auteur, beeldhouwer, modeontwerper en dichter. Haar werk wordt gerekend tot het Surrealisme.   

## Biografie

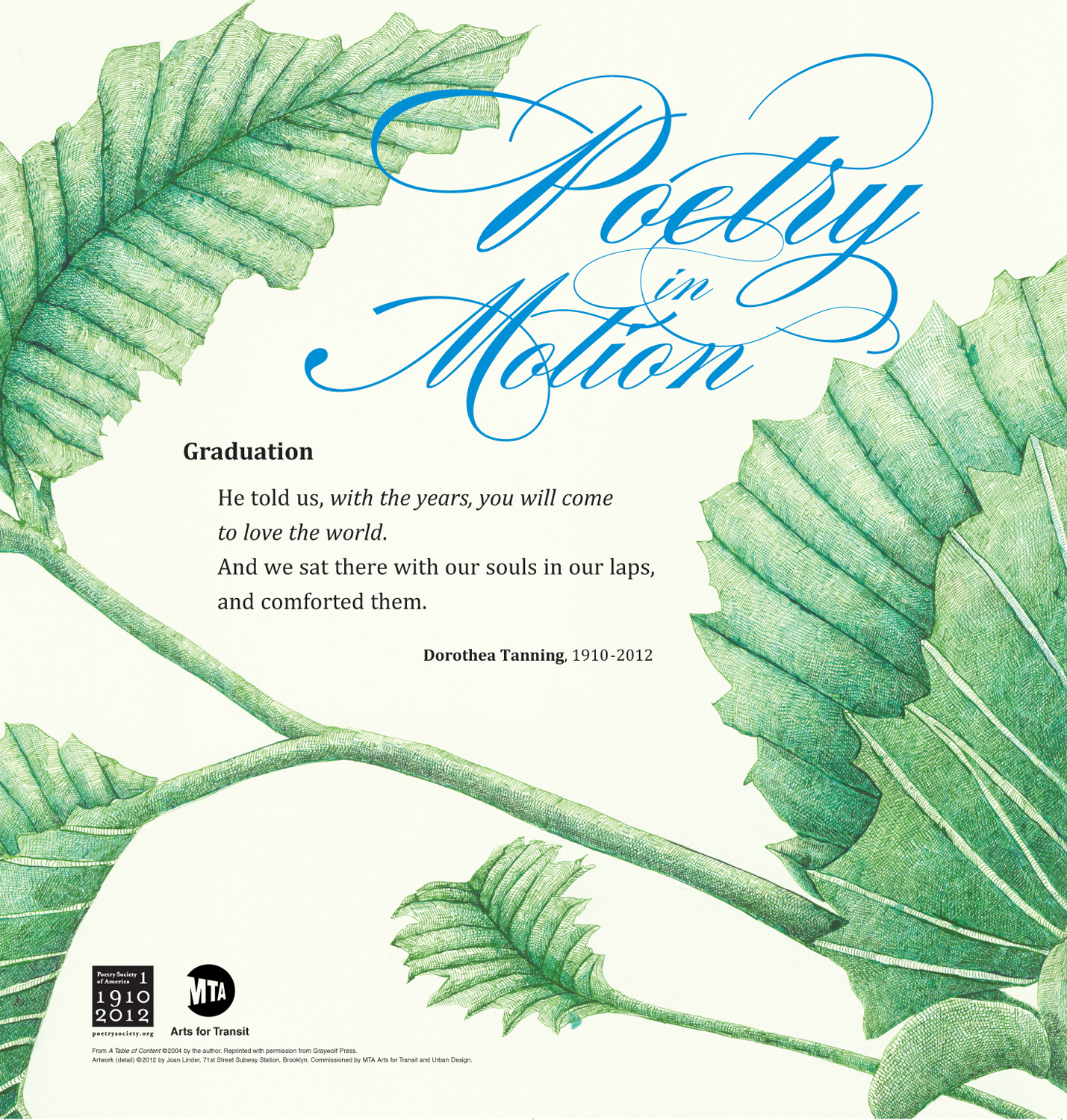
Graduation (Dorothea Tanning)

### Vroege ontwikkeling
Tanning werd op 25 augustus 1910 geboren in Galesburg. Naar eigen zeggen heeft haar opvoeding in een griezelig, bourgeois milieu zijn weerslag gehad in haar werk waarin beeldtaal uit haar kindertijd geregeld terugkeert. Ze studeerde ongeveer drie weken aan de Chicago Academy of Art. Daarna verbleef ze enkele jaren in Chicago. In 1936 verhuisde ze vervolgens naar New York, waar ze begon met schilderen. Ze haar eigen studio op maar voorzag in haar inkomen door het maken van illustraties voor modebladen. Naast haar carrière als illustratrice ontwikkelde ze zich als beeldend kunstenaar. Haar stijl werd geïnspireerd door gotische literatuur maar ook door een tentoonstelling over Dada en Surrealisme die ze zag in het Museum of Modern Art. In 1939 reisde ze naar Parijs om de Surrealistische kunstenaars op te zoeken, maar ze kwam er daar achter dat deze al gevlucht waren door de dreiging van de Tweede Wereldoorlog.

### Tentoonstellingen & ontmoeting met Max Ernst
In 1942 leerde ze surrealistische kunstenaar Max Ernst kennen op een feest. Ernst, die op dat moment nog gehuwd was met Peggy Guggenheim, was verrast door haar werk "Birthday". Op dit zelfportret heeft Tanning zichzelf met ontbloot bovenlijf afgebeeld in een gang met deuren. Ze wordt geflankeerd door een hippogrief. Het werk werd toegevoegd aan de tentoonstelling The Exhibition of 31 Women die in 1943 werd georganiseerd door Guggenheim in haar galerij. In 1944 had ze haar eerste solo-show die werd georganiseerd door de Franse avant-garde galeriehouder Julien Levy.  Tanning en Ernst trouwden in 1946 in een dubbele ceremonie met de kunstenaar Man Ray en Juliet Browser. Ze bleef met Ernst gehuwd tot aan zijn dood in 1976. 
Dorothea Tanning overleefde haar man meer dan 35 jaar. Ze overleed in 2012 op 101-jarige leeftijd.